# Tour de l'Horloge (Salon-de-Provence)
La tour de l'horloge de Salon-de-Provence est une tour horloge du XVIIe siècle, protégé des monuments historiques, situé sur la commune de Salon-de-Provence, dans le département français des Bouches-du-Rhône.

## Histoire
En 1626, la communauté de Salon décide de l'érection d'une tour avec une horloge en remplacement de l'ancienne porte de ville Farreiroux qui a été démolie. Les deux étages de la tour sont achevés en 1630 et le troisième étage, dont la construction a été décidée des années plus tard, est achevé en 1664. En 1792, les armoiries royales situées sur écussons au dessus des passages de porte ont été remplacés par l'inscription « La loi »,. La tour suit plusieurs campagnes de restauration au fil du temps (1785, 1890, 1912). Elle subit le tremblement de terre de 1909, qui fige l'heure de l'horloge sur 9h10.
La tour est protégée des monuments historiques : le beffroi et la cloche en fer et bronze sont classés par arrêté du 30 novembre 1912, le reste de la tour est inscrite par arrêté du 28 décembre 1926.

## Description
La tour maçonnée est composée de trois étages surmonté d'un campanile renfermant une cloche. Le style rappelle les « tours chinoises » et la partie inférieure bénéficie d'une architecture ionienne. L'emplacement de la tour permet au vent dominant, le Mistral, de porter le son des cloches vers l'intérieur de la ville.

## Horlogerie
Plusieurs cadrans sont répartis sur les côtés de la tour. Sur le côté extérieur à la ville, un cadran expose les phases de la lune alors que sur le côté intérieur, un cadran donne l'heure ainsi que le semainier. Les jours de la semaine du semainier sont évoqués par diverses figures : Soleil (dimanche), Lune (lundi), Mars (mardi), Mercure (mercredi), Jupiter (jeudi), Vénus (vendredi), Saturne (samedi),. À l'intérieur, toute l'ancienne machinerie mécanique a été remplacé par des « moyens modernes » : moteurs, boitiers électronique, antenne satellite. De ce fait, une coupure électrique arrêterait l'horloge.

## Galerie

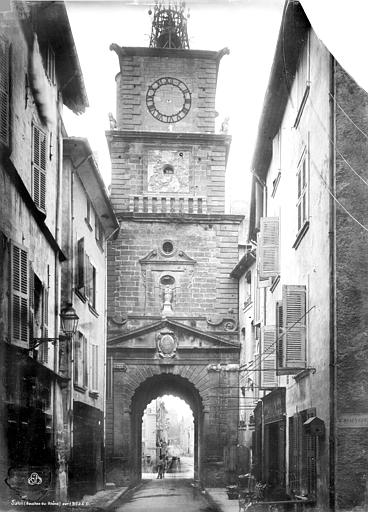
La tour en 1891
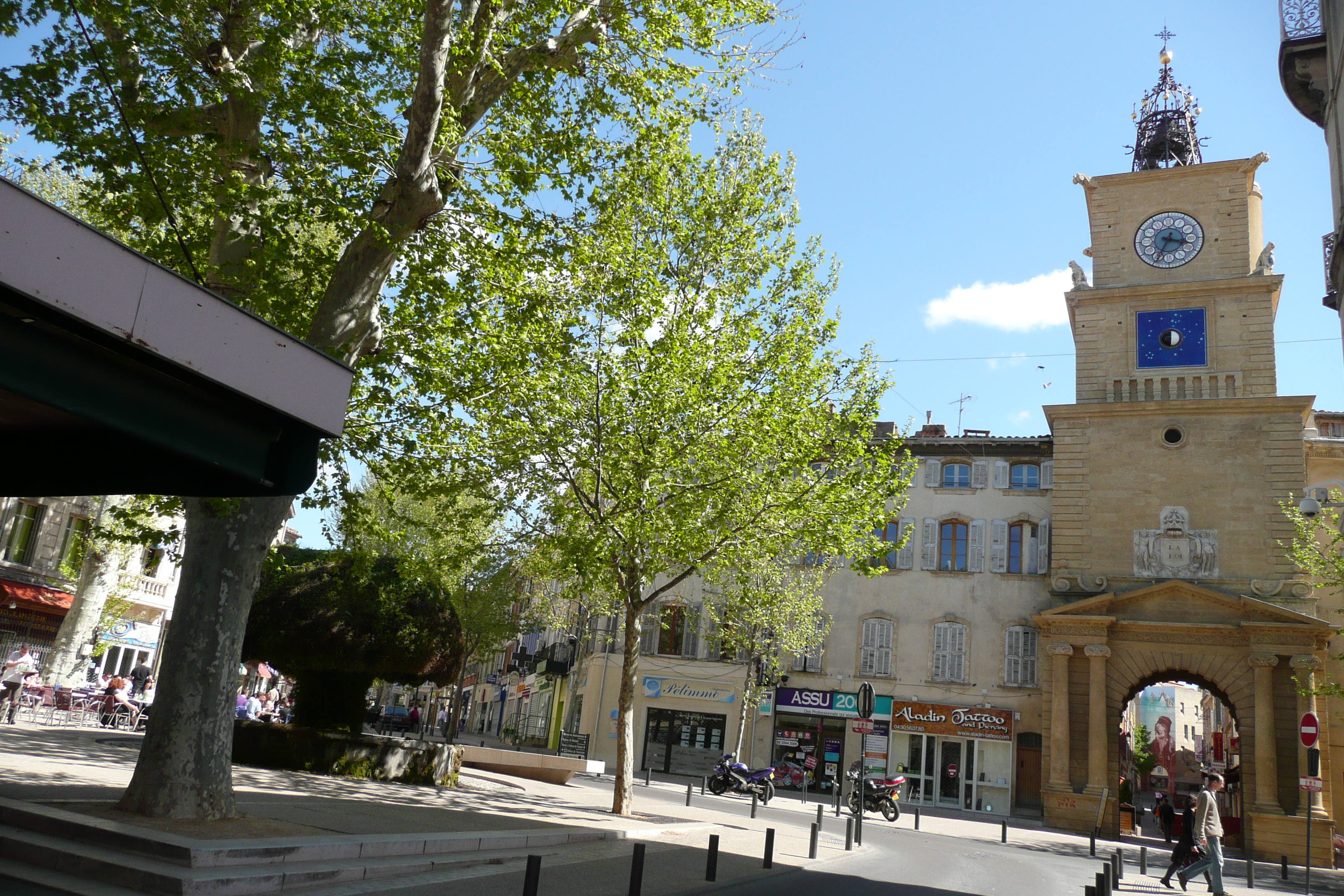
La tour sur la place
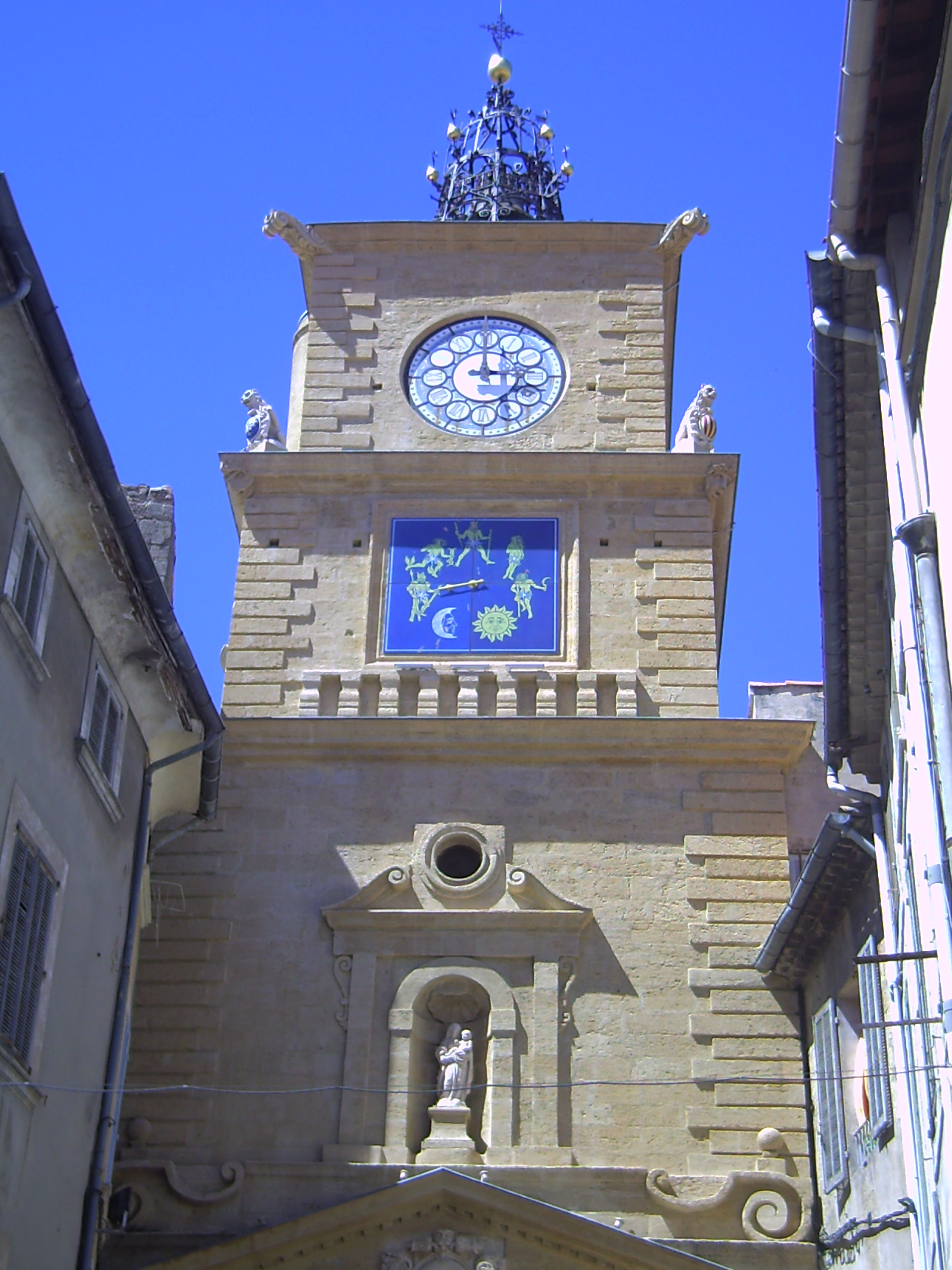
Détail du semainier